# Bahía de Noboto
Bahía de Noboto (登戸浦 Noboto-ura?) es una estampa japonesa de estilo ukiyo-e obra de Katsushika Hokusai. Fue producida entre 1830 y 1832 como parte de la célebre serie Treinta y seis vistas del monte Fuji, a finales del período Edo. Muestra a un grupo de hombres y mujeres recogiendo almejas bajo unas puertas torii.

## Escenario
La impresión muestra dos torii, puertas que marcan la entrada a los santuarios sintoístas y que, a su vez, delimitan los espacios religiosos de los seculares. Estas, que en realidad se encontraban más distantes entre sí, pertenecían al santuario Towatari en el actual distrito de Chūō-ku en Chiba (capital de la prefectura homónima). Esta bahía contaba con un muelle de carga Tsukiji, que pertenecía a Edo, desde donde se transportaba arroz y productos marinos desde la península de Bōsō hasta la capital por vía marítima. Noboto era un pequeño pueblo de pescadores en la costa este de la bahía de Edo, pero no formaba parte de los límites de la ciudad. Su playa era de aguas poco profundas, por lo que era un buen lugar para buscar almejas.

## Descripción
Un conjunto de personas se muestra recogiendo almejas «alegremente» durante la marea baja en la playa de Noboto durante un día estival. Mientras dos hombres se retiran satisfechos con sus canastas llenas, otro se acerca a la orilla. Una mujer y un hombre con las cestas vacías tal vez se cuestionan si su lugar es bueno, dos niños juegan a perseguirse y dos lugareños cavan en la arena con sus cestas planas en la distancia. Se ve un techado en la colina sobre la playa, y las dos puertas torii probablemente pertenecían a él. El monte Fuji con la cumbre nevada se enmarca dentro del torii más grande; de esta forma, Hokusai remarca el carácter sagrado de la montaña. La composición es sencilla, solo se ve acentuada por ambas puertas puertas. La paleta de colores también se antoja simple, con tonos verde oscuro y amarillo verdoso, azul pálido y oscuro y marrón para las torii y los techos de las casas.